# Wayne (Maine)
Wayne és una població dels Estats Units a l'estat de Maine (EUA). Segons el cens del 2000 tenia 1.112 habitants.

## Demografia
Segons el cens del 2000, Wayne tenia 1.112 habitants, 465 habitatges, i 330 famílies. La densitat de població era de 22,3 habitants/km².
Dels 465 habitatges en un 30,5% hi vivien nens de menys de 18 anys, en un 60,2% hi vivien parelles casades, en un 6% dones solteres, i en un 29% no eren unitats familiars. En el 22,8% dels habitatges hi vivien persones soles el 9,9% de les quals corresponia a persones de 65 anys o més que vivien soles. El nombre mitjà de persones vivint en cada habitatge era de 2,39 i el nombre mitjà de persones que vivien en cada família era de 2,8.
Per edats la població es repartia de la següent manera: un 23,5% tenia menys de 18 anys, un 4,5% entre 18 i 24, un 24,9% entre 25 i 44, un 30,6% de 45 a 60 i un 16,5% 65 anys o més.
L'edat mediana era de 44 anys. Per cada 100 dones de 18 o més anys hi havia 93,8 homes.
La renda mediana per habitatge era de 45.625 $ i la renda mediana per família de 54.632 $. Els homes tenien una renda mediana de 40.625 $ mentre que les dones 29.659 $. La renda per capita de la població era de 26.015 $. Entorn del 3,9% de les famílies i el 5,9% de la població estaven per davall del llindar de pobresa.